# إيفلين كرون
إيفلين كرون (بالهولندية: Eveline Crone)‏ هي أستاذة جامعية هولندية، ولدت في 23 أكتوبر 1975 في سخيدام في هولندا.

## حياتها ومسيرتها المهنية
ولدت كرون في 23 تشرين الأول من عام 1975 في مدينة سخيدام في هولندا. قادها فضولها تجاه الآخرين ودوافعهم في المرحلة الثانوية إلى الاهتمام بعلم النفس. وأمضت فترتها التدريبية في جامعة بيتسبرغ لمدة سنة واحدة بعد تخرجها من عام 1997 وحتى عام 1998، إذ أصبحت مولعةً للمرة الأولى في حياتها بالأبحاث التي أجريت على الدماغ، وذلك بعد مشاهدتها الدراسات الأولى للتصوير العصبي بما فيها تلك التي أجريت على الأطفال الصغار.
في عام 1999، حصلت على درجة الماجستير من جامعة أمستردام في علم النفس التنموي. وفي عام 2003 تخرجت برتبة امتياز في نفس المجال ومن الجامعة نفسها مع أطروحة الدكتوراه في مراقبة الأداء واتخاذ القرارات: التحليلات النفسية والتنموية. وقد حازت هذه الأطروحة على العديد من الجوائز. ثم عملت لعامين كاملين في مركز الإدراك والدماغ في جامعة كاليفورنيا في مدينة دافيس بصفتها باحثة مشاركة ما بعد الدكتوراه.
في عام 2005، شغلت كرون منصب أستاذ مساعد في قسم علم النفس التنموي في جامعة لايدن، ثم ترقت إلى منصب أستاذ مشارك في عام 2008. وأصبحت أستاذاً متفرغاً في علم النفس العصبي التنموي في لايدن وفي التطور العاطفي والعصبي لدى المراهقين في جامعة أمستردام التي تعتبر جامعتها الأم، والتي عملت فيها حتى عام 2014. أسست في عام 2005 مختبر الدماغ والتنمية في مدينة لايدن. والذي يقدم من خلال أبحاثه «نقاطًا مرجعية حول إمكانية جعل التعليم والمجتمع يتكيفان مع طاقات المراهقين».

## الأبحاث
ركزت أبحاث كرون على سلوكيات البشر المحفوفة بالمخاطر في سن المراهقة وفترة البلوغ وعلى دراسة الدور الذي تلعبه هذه السلوكيات الخطيرة. وقد استخدمت كرون التصوير بالرنين المغناطيسي الوظيفي إلى جانب العديد من التقنيات العلمية الأخرى بغرض فحص العمليات الدماغية لدى المراهقين. وتصف المراهقة بأنها «مرحلة تطور مفيدة يتعلم فيها الدماغ أن يتعامل مع بيئة اجتماعية أكبر»، بدلاً من اعتبارها شراً لا بد منه.
أدى عملها في هولندا إلى تغيرات في السياسة، فقد مدد التعديلُ الحاصل في قانون احتجاز الشباب الحدودَ العمرية لسجون الأحداث ليشمل الشباب من عمر 18 سنة وحتى 23 سنة. ومع هذا فهي تؤكد أنها على الرغم من الاستفادة من معرفتها، يجب أن تمتنع عن السياسة والأحكام التقديرية، ويجب ألا تتأثر أبحاثها بالقيم بشكل عام.
حصلت على منحة فيشي من المنظمة الهولندية للبحث العلمي في عام 2015، وعلى المنحة الموحدة من مجلس البحوث الأوروبي في عام 2016.

## الجوائز والتكريمات

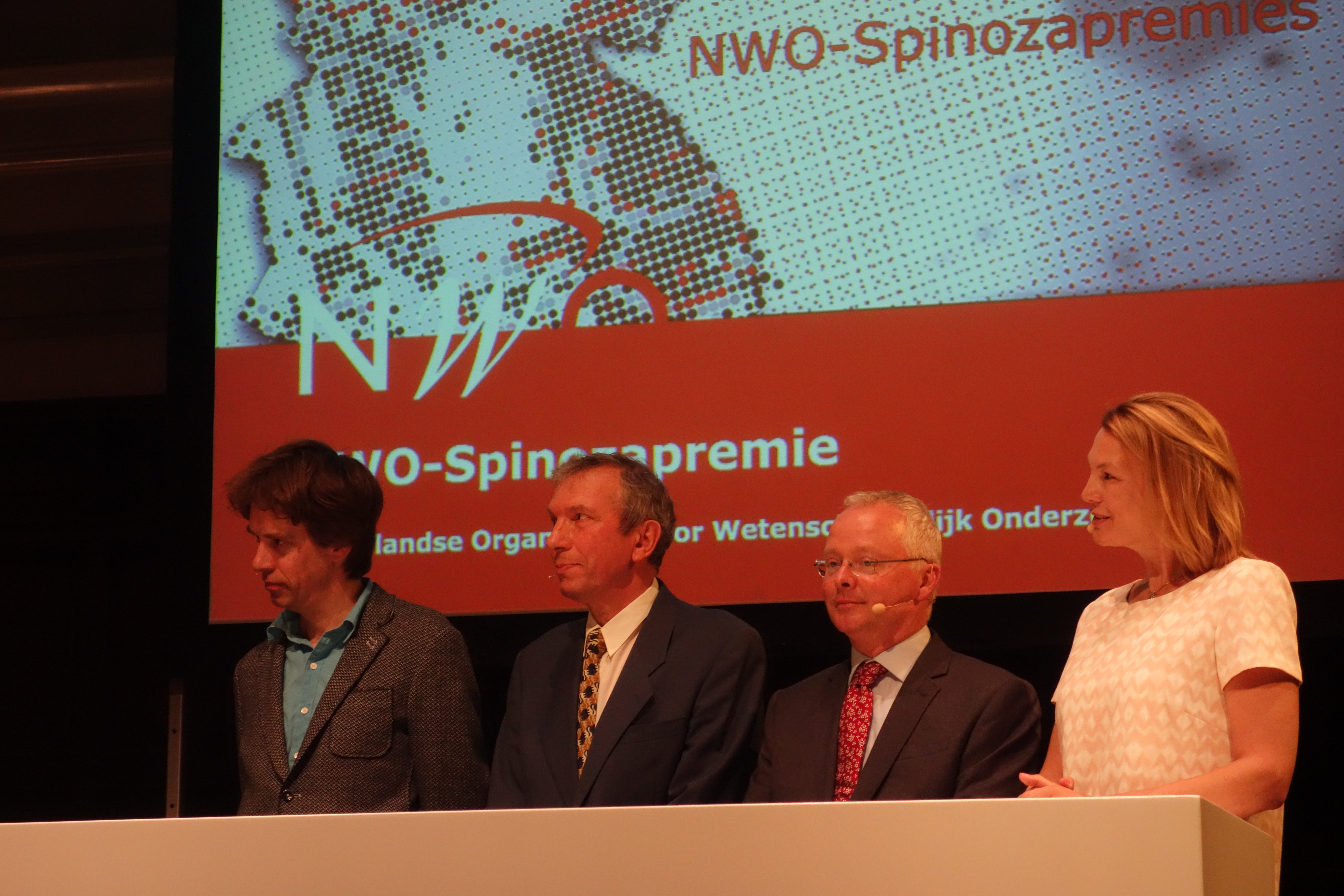
جائزة سبينوزا، 2017

انتخبت كرون واحدة من أربعة فائزين بجائزة سبينوزا في عام 2017، وذكرت خلال المقابلات التي أجريت معها أنها تستثمر الجائزة لمواصلة بحثها حول المخاطرة في عقول المراهقين، وربطها بالتحقيقات المتعلقة بالهوية والإيثار ووسائل التواصل الاجتماعي لدى الشباب.
حصلت كرون أيضاً على جائزة ويبرغتسن للعلوم والمجتمع من قبل وزير هولندا للتعليم العالي في عام 2009، وجائزة المهنة المبكرة من جمعية البحوث النفسية الفيزيولوجية في عام 2011؛ وجائزة أموندو العلمية من الأكاديمية الملكية الهولندية للفنون والعلوم في عام 2017.

## العضويات والانتماءات
في عام 2012، انتخبت كرون لعضوية الأكاديمية الأوروبية والجمعية الملكية الهولندية للعلوم والدراسات الإنسانية. وانتخبت في العام التالي في الأكاديمية الملكية الهولندية للفنون والعلوم بعد أن كانت عضواً في أكاديمية الشباب، فقد كانت رئيسة لها منذ عام 2008. وقد قدمت لها الشبكة الوطنية الهولندية للنساء في العلوم واحدة من أهم جوائز الإنجاز، إضافةَ إلى نشر كرون لأكثر من 150 مقالًا مرجعيًا في العديد من المجلات العلمية.

## المنشورات
بمعزل عن المجال البحثي، تظهر كرون بشكل متكرر في مختلف وسائل الإعلام. فقد نشرت كتابها الأول «الدماغ المراهق» ثم نشرت كتابها الثاني «الدماغ الاجتماعي المراهق» في عام 2012. وتعاونت مع خبراء في الاتصالات لإنشاء موقع للمراهقين على شبكة الإنترنت يمكنهم من خلاله إيجاد المعلومات التي يحتاجونها عن أدمغنهم المتنامية. ابتكرت بالتعاون مع منتج الأفلام الوثائقية إيرك هوفيلينك فيلماً بعنوان وقت العقل والذي تكتشف من خلاله العقل المتنامي، احتوى الفيلم على مقابلات مع عدد من الباحثين في دراسات تحمل الاسم نفسه ومع مشاركين من فئة الشباب، إضافةً إلى نتائج الدراسة. قدمت محاضرة في مؤتمر تيد عن «المراهق المتنمر» في أمستردام عام 2011.

## الحياة الشخصية
كرون أم لطفلين، يعمل زوجها لمدة ثلاثة أيام في الأسبوع، ما يساعدها على العمل بدوام كامل. أسست منظمة سميت باسم «ملائكة أثينا» بالتعاون مع بعض زملائها من جامعة لايدن؛ تهدف هذه المنظمة إلى تسليط الضوء على المشاكل التي تعاني منها النساء اللاتي يعملن في مجال العلوم، ثم العمل على تصحيحها. فيما يتعلق بهذه المشكلات تقول كرون: «من الصعب التعامل معها بشكل فردي، ولهذا يجب على النساء أن يساعدن بعضهن، وينشئن شبكة تواصل للاستمرار بالعمل قدماً».

## المنشورات

### الكتب
- الدماغ المراهق في عام 2008
- الدماغ الاجتماعي المراهق في عام 2012

### الأفلام
- فيلم وقت العقل حول اكتشاف الدماغ المتنامي في عام 2016